# Bielefelder

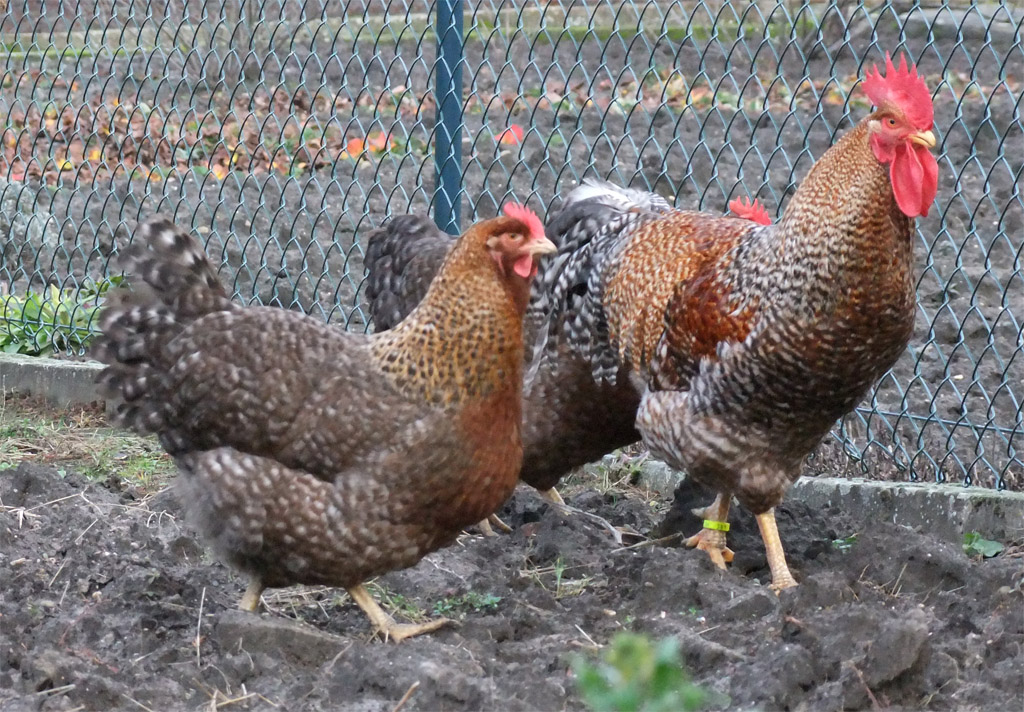
Bielefelder

Bielefelder är en tung hönsras som framavlades i Tyskland under 1970-talet. Den är en bra värpras som är snabbvuxen, lugn och härdig. Bielefelder finns även som dvärghöna.
Fjäderdräkten hos bielefelder påminner om den hos hönsrasen legbar, det vill säga tupparna är grå- och ljust tvärrandiga med rödaktig rygg och skuldror och något rödgulaktigt halsbehäng, medan hönorna har en fjäderdräkt som likt legbarhönans är mer grå till brunaktig, med svagare grå till gråvit tvärrandig och lite gulaktigt huvud och hals.
En höna väger omkring 3 kilogram och en tupp väger omkring 3,5 kilogram. För dvärgvarianten är vikten för en höna cirka 900 gram och för en tupp 1 kilogram. Äggen är bruna och äggvikten är ungefär 60 gram för en stor höna och 45 gram för en höna av dvärgvarianten. Ruvlusten hos hönorna är god och hönorna tar också god hand om kycklingarna.
Det går tidigt att se vilka kycklingar som är tuppar och vilka som är hönor. Som dagsgamla är tuppkycklingarna ockragula i färgen, med ljust bruna streck på ryggen och en vit fläck på huvudet, medan hönkycklingarna är ljust bruna i färgen med mörkt bruna streck på ryggen. På huvudet har hönkycklingarna liksom tuppkycklingarna lite vitt, dock mindre vitt än tuppkycklingarna, mer som en prick än en fläck.

## Färg
- Legbarfärgad